# Костерин, Алексей Евграфович
Алексей Евграфович Костерин (17 марта 1896, Новая Бахметьевка, Саратовская губерния — 10 ноября 1968, Москва) — советский писатель, общественный деятель, диссидент, участник Гражданской войны, борец за установление Советской власти на Кавказе.

## Биография
Родился 17 марта 1896 года в селе Новая Бахметьевка Саратовской губернии в семье рабочего-металлиста. В 1915 году окончил реальное училище в Петровске, затем работал журналистом. Старшие братья Костерина были большевиками с дореволюционным стажем. В 1916 году учился в народном университете Шанявского. Участвовал в профсоюзном движении. В 1917 году был арестован по обвинению в принадлежности к партии большевиков, освобождён после Февральской революции.
В 1917—1922 годах жил на Кавказе. В 1918 году стал членом партии большевиков. Принимал активное участие в Гражданской войне. В начале 1920 года стал военным комиссаром Чечни, а затем — секретарём Кабардинского обкома ВКП(б). В марте 1922 года за пьянство был исключён из партии.

### Начало литературной деятельности
В 1922—1936 годах жил в Москве. Вернулся к занятиям журналистикой. Начал заниматься художественной литературой. Был членом литературных групп «Молодая гвардия», «Октябрь», «Кузница», «Перевал». В 1924 году выпустил свой первый сборник рассказов. Работал корреспондентом московских газет «На вахте», «Гудок», «Известия». В 1935 году стал членом Союза писателей СССР. С 1936 года работал в Магадане в газете «Советская Колыма».

### Репрессии
Был арестован 6 мая 1938 года. Как «социально опасный элемент» Особым совещанием НКВД СССР был приговорён к 5 годам исправительно-трудовых работ. Отбывал срок на Колыме. После завершения срока продолжал работать на том же месте вольнонаёмным рабочим.
Дочь Костерина Нина в 1936—1941 вела дневник. С началом Великой Отечественной войны она ушла в партизанский отряд и погибла. Её дневник был опубликован Твардовским в 1964 году.
С 1945 года жил в Ростовской области (станица Усть-Медведицкая), а затем работал воспитателем в детском доме и рабочим сцены в Саратове. В 1953 году вернулся в Москву. Работал киоскёром и книгоношей. Верховным судом СССР в 1955 году был реабилитирован. В 1956 году восстановился в Союзе писателей СССР. Печатал в московских журналах воспоминания об Артёме Весёлом, Велемире Хлебникове. Сборник рассказов о Колыме «По таёжным тропам» (1964) был сильно переработан цензурой.

### Правозащитная деятельность
В 1957 году написал письмо Хрущёву с критикой политики Сталина в отношении чеченцев и ингушей. Письмо получило широкое распространение среди депортированных народов. За многолетнюю деятельность по защите прав чеченцев и ингушей преследовался КГБ, подвергался обыскам и допросам.
В середине 1960-х годов вместе со своим другом, старым большевиком С. Писаревым создал кружок диссидентов (Валерий Павлинчук, Генрих Алтунян, Иван Яхимович, Пётр Григоренко). Пётр Григоренко впоследствии называл Костерина своим учителем. Члены кружка противопоставляли советскую действительность «ленинским заветам». В 1966—1967 годах выступал с резкой критикой попыток реабилитации Сталина и возврата к сталинским принципам в политике. Им было подписано письмо девяти старых большевиков к XXIII съезду партии с просьбой вернуться к революционным идеалам. Многократно обращался в партком и правление Союза писателей СССР с предложением увековечить память писателей, репрессированных в годы культа личности, но безрезультатно.
В мае 1967 года распространил в самиздате свою статью «О малых и забытых». Статья была посвящена депортированным народам и с неё началась активная диссидентская деятельность Костерина. Он стал заметной фигурой в движении за реабилитацию крымских татар. В июле того же года написал открытое письмо Михаилу Шолохову, в котором критиковал взгляды последнего на политику и литературу. Московское отделение Союза писателей по этому поводу возбудило персональное дело против Костерина. В 1967—1968 годах: принял участие в сборе петиций по делу Гинзбурга и Галанскова; подписал письмо Консультативному совещанию коммунистических и рабочих партий в Будапеште с просьбой предоставить ему и Григоренко как представителям «коммунистической оппозиции» в СССР возможность выступить на его заседании; подписал письмо к Президиуму Консультативного совещания коммунистических и рабочих партий в Будапеште о политических процессах в СССР и дискриминации малых наций.
В феврале 1968 года у Костерина случился инфаркт, от которого он так и не оправился. Однако он не прервал своей деятельности и в марте совместно с Григоренко написал «Открытое письмо о ресталинизации». В том же году написал открытое письмо «Раздумье на больничной койке» о судьбе партии. В июле вместе с Григоренко написал открытое письмо «К членам коммунистической партии Чехословакии», которое подписали Павлинчук, Писарев, Яхимович с поддержкой Пражской весны. В сентябре вместе с Григоренко написал обращение в защиту участников «демонстрации семерых». После начала суда над демонстрантами подписал «Обращение восьми» в Московский городской суд.
В октябре партком Московского отделения Союза писателей заочно исключил Костерина из партии. 24 октября Костерин написал письмо в Политбюро ЦК КПСС, в котором изложил нарушения, допущенные при его исключении. В письме он проинформировал о своём выходе из партии и приложил к письму свой партийный билет. 30 октября был исключён из Союза писателей СССР.

### Смерть
Скончался 10 ноября 1968 года. Был кремирован в Донском крематории; церемония кремации превратилась в правозащитный митинг, на котором выступили соратники покойного. Урна с прахом захоронена в колумбарии Донского кладбища.

## Семья
- дочери: Елена Алексеевна Костерина, начальник госкарантинной инспекции СССР по защите растений, участник диссидентского движения 1960-х годов, и Нина Алексеевна Костерина, студентка Московского нефтяного института[7], погибшая в декабре 1941 года[8], автор «Дневника Нины Костериной», опубликованного в журнале «Новый мир» в 1966 году.
- внук: Алексей Олегович Смирнов (сын Елены Алексеевны Костериной) — правозащитник, диссидент[9].

## Комментарии
1. ↑  Во многих источниках место рождения указывается как Нижняя Бахметьевка, что является, по-видимому, ошибочной расшифровкой сокращения «Н. Бахметьевка». Населённый пункт «Нижняя Бахметьевка» по доступным источникам на территории Саратовской губернии не выявлен.